# Etron Fou Leloublan
Etron fou leloublan was een Franse rockgroep die tot de Rock In Opposition-beweging hoorde. De groep begon rond 1975 en bestond oorspronkelijk uit Ferdinand Richard (bas en zang), Chris Charnet (saxofoon), Guigou Chenevrier (drums) en Eulalie Ruynat (zang).
Gedurende hun bestaan maakte ze vijf platen en versleten ze vier saxofonisten. In 1985 besloten Richard, Chenevrier en zangeres Jo Thirion, die ook toetsen en trompet speelde, om als trio verder te gaan. In deze bezetting maakten ze hun laatste plaat.

## Discografie
- Batelages, 1977
- Les 3 fous Perdegagnent - Au pays des..., 1978
- En Public Aux États-Unis d'Amérique (live), 1979
- Les Poumons Gonflés, 1982
- Les Sillons De La Terre, 1984
- Face Aux Eléments Dechainés, 1985
- 43 Songs x 3 CDs (verzamel), 1991
- À Prague (live), 2010
- Live at the Rock in Opposition Festival 1978 (live)